# Die Zeit der Wölfe
Die Zeit der Wölfe ist ein britischer Fantasyfilm mit Elementen aus Horror und Schwarzer Romantik von Neil Jordan aus dem Jahr 1984. Der Film basiert auf den beiden Kurzgeschichten Der Werwolf und Die Gesellschaft der Wölfe aus der Märchensammlung Blaubarts Zimmer der britischen Autorin Angela Carter. Als Vorlage für ihre Kurzgeschichten diente Carter das Märchen vom Rotkäppchen. Die Zeit der Wölfe ist kein typischer Horrorfilm mit Werwölfen, sondern eine freudianische Version dieses Märchens für Erwachsene.

## Handlung
Die junge Rosaleen bekommt von ihrer Großmutter unheimliche Geschichten vom (Wer-)Wolf im Manne erzählt. Diese handeln nicht nur von realen Gefahren durch wilde Tiere, sondern auch von metaphorischen Bedrohungen, etwa einem Fremden, der das Herz eines Mädchens gewinnt und in der Hochzeitsnacht bei Vollmond verschwindet, nur um Jahre später als Werwolf zurückzukehren. Eine andere Erzählung berichtet von einer adeligen Hochzeitsgesellschaft, die von einer zurückgewiesenen Geliebten verflucht und in Wölfe verwandelt wird.
Daraufhin erträumt sich Rosaleen eine eigene Märchenwelt, in der Elemente aus volkstümlichen Erzählungen und persönliche Sehnsüchte miteinander verschmelzen. In dieser Welt lebt sie in einem abgeschiedenen Dorf vergangener Zeiten, wo ihre Schwester von einem Wolfsrudel getötet wird. Ihr Vater organisiert daraufhin eine Jagd auf die Tiere. Trotz der Warnungen der Großmutter, den Weg im Wald zu verlassen, begegnet Rosaleen einem geheimnisvollen jungen Jäger, dessen verführerisches Wesen sie zunehmend in seinen Bann zieht.

## Produktion
Aufgrund des sehr kleinen Filmbudgets von etwa 2 Millionen US-Dollar wurde der Film komplett in den Shepperton Studios bei London realisiert – abgesehen von wenigen Außenszenen wie dem Haus, der Kirche und einer Hochzeitssequenz.
Angela Carter und Neil Jordan adaptierten Carters Kurzgeschichte sowie ihre Radiofassung aus dem Jahr 1980. Gemeinsam verfassten sie innerhalb von zwei Wochen ein Drehbuch. Heraus kam ein verschachteltes Märchen umrahmt von der jungen Rosaleen.
Der Drehbuchentwurf sowie die Storyboards von NicholaBruce und Michael Coulson bildeten die Basis für Anton Fursts Szenenbild. Trotz geringem Budget schuf er atmosphärische, symbolische Studiokulissen. In zwei Studios wurden eine endlose Märchenwald-Umgebung und ein Dorf des 18. Jahrhunderts errichtet, inspiriert von Samuel Palmers romantischen Landschaftsbildern. Rund ein Dutzend echte Bäume wurden auf Rollwagen gestellt, manche „bonsai-artig“, um beim Drehen die Illusion tiefer Wälder zu erzeugen. Der visuelle Stil ist bewusst künstlich, traumhaft und klaustrophobisch, was Rosaleens Innenwelt spiegelt.
Christopher Tucker, bekannt für seine Maskeneffekte in Der Elefantenmensch, entwarf ungewöhnlich kreative Verwandlungseffekte. Stephen Rea reißt sich in einer Szene die Haut ab; darunter zeigen sich Haar- und Muskelstrukturen. In einer anderen Szene wächst Micha Bergese buchstäblich ein Wolf aus seinem Mund heraus – mit einem Kopfabdruck seiner eigenen Kopfplastik. Statt ausschweifender Animatronik nutzte er praktisch umsetzbare Effekte, die das Budget nicht sprengten.
Nur zwei echte Wölfe wurden verwendet; der Rest bestand aus gefärbten belgischen Schäferhunden (Tervueren und Groenendael), mit künstlich leuchtenden Augen durch spezielle Lichtführung.
Ursprünglich plante Jordan ein surreales Ende, in dem Rosaleen durch ihren Schlafzimmerboden taucht. Da der Effekt aber nicht realisierbar war, wurde eine alternative Traumsequenz mit immer neuen Bestien gewählt.

## Veröffentlichung
Die Zeit der Wölfe wurde am 15. September 1984 beim Toronto International Film Festival uraufgeführt und startete am 19. April 1985 in den US-Kinos. Der Film spielte in den USA und Kanada rund 4,4 Millionen US-Dollar ein, davon etwa die Hälfte bereits am Eröffnungswochenende. Dem gegenüber stand ein Budget von etwa 2 Millionen US-Dollar. Angaben zum weltweiten Einspielergebnis liegen nicht vor; was bei kleineren britischen Produktionen dieser Ära häufig der Fall ist. Es ist jedoch davon auszugehen, dass der Großteil der Einnahmen aus dem nordamerikanischen Markt stammt, da einige Quellen denselben Betrag auch als kumulierten Gesamtumsatz aufführen.
In den USA, Großbritannien und Deutschland erschien der Film 1985 auf VHS. In Großbritannien und Deutschland war die VHS jedoch nur für den Verleih vorgesehen und nicht für den Verkauf an Endverbraucher. Erst 1991 wurde der Film in Großbritannien und Deutschland auf VHS für den Einzelhandel veröffentlicht.
2002 wurde der Film in den USA als Region-1-DVD veröffentlicht, 2005 in Großbritannien als Region-2-DVD. Die deutsche DVD-Veröffentlichung erfolgte erst 2012. Diese Version wurde von Concorde Home Entertainment vertrieben und war mit deutscher und englischer Tonspur sowie Untertiteln ausgestattet.
2007 wurde der Film als internationale Blu-ray mit englischer Tonspur veröffentlicht. 2016 erschien erstmals eine deutschsprachige Blu-ray des Films.
2022 erschien der Film in den USA erstmals als Ultra HD Blu-ray, die deutschsprachige Variante folgte 2024.

## Kritik
Der Film erhielt überwiegend positive Kritiken. Rotten Tomatoes zählte 18 positive und 3 negative Rezensionen. Auf der Seite der Internet Movie Database wurde bei 18.460 Nutzern die gewichtete Durchschnittsnote 6,6 von 10 ermittelt.
In seiner Kritik auf Area DVD hebt Tobias Wrany hervor, dass der Film zwar die klassischen Elemente eines Horrorfilms enthalte, sich jedoch als komplexes Traumgespinst verstehe, das ins Unterbewusstsein der Hauptfigur eintauche. Der Film illustriere eindrucksvoll die Gefühle und verborgenen Facetten der Persönlichkeit der Protagonistin und verarbeite Urängste, die in ursprünglichen Grimms-Märchen von Gewalt und Sexualität geprägt seien. Dies und die verschachtelte Erzählweise verleihe dem Film eine ungewöhnliche Faszination. Wrany lobt die magische Szenenbildgestaltung und die atmosphärische Regie.

„Entstanden nach einer Kurzgeschichte der Feministin Angela Carter, die auch am Drehbuch beteiligt gewesen war, gerierte sich das vexierbildartige Fantasy-Produkt als Rotkäppchen-Adept: ‚Die Zeit der Wölfe‘ war einerseits ein allegorisch-verschachteltes, ausstattungsverliebtes Märchenprodukt im Horrorgewand, gewürzt mit atemberaubenden Spezialeffekten. Freud’sche Untertöne und erotische Anspielungen auf eine erwachende weibliche Sexualität und Selbstbestimmung, der Kampf des kleinen Mädchens um die eigene Unschuld und gegen ein vielerlei Gestalten annehmendes Untier (= männliche Versuchung) sowie Angela Carters dekuvrierender Epilog (‚Und die Moral von der Geschicht', Mädchen weich’ vom Wege nicht … Deine Schönheit zieht sie an, und ein Wolf ist jeder Mann…‘) ließen andererseits auch eine Deutung als verklausulierte Emanzipationgeschichte zu, verknüpft mit feministischer Heilsbotschaft.“

„Ein fantastisches Vexierspiel, das auf raffinierte Weise mit Versatzstücken des Horrorfilms und der allegorischen Hintergründigkeit alter Märchen spielt und durch seine Detailfülle zum Fabulieren und Weiterdenken anregt.“

## Auszeichnungen
Beim Sitges Festival Internacional de Cinema de Catalunya 1984 erhielt der Film die Auszeichnung Caixa de Catalunya in den Kategorien Bester Film und Beste Spezialeffekte sowie den Preis der internationalen Kritikerjury. 
Bei den London Critics’ Circle Film Awards 1985 wurde Neil Jordan als Bester Regisseur ausgezeichnet. 
Der Film gewann den Großen Preis für den besten Film bei Fantasporto 1985 und wurde auch mit dem Preis der Publikumsjury, dem Kritikerpreis und dem Preis für die besten Spezialeffekte ausgezeichnet. 
Bei den BAFTA-Awards 1985 war der Film in mehreren Nebenkategorien nominiert.
Die Deutsche Film- und Medienbewertung FBW verlieh dem Film das Prädikat wertvoll.